# Justicia plebeia
Justicia plebeia är en akantusväxtart som beskrevs av Raymond Benoist. Justicia plebeia ingår i släktet Justicia och familjen akantusväxter. Inga underarter finns listade i Catalogue of Life.